# Lady D’Arbanville
Lady D’Arbanville — песня британского автора-исполнителя Кэта Стивенса из альбома Mona Bone Jakon (1970), адресованная (как своего рода музыкальная эпитафия) модели и актрисе Патти Д'Арбанвиль.
Сингл «Lady D’Arbanville» стал первым релизом Кэта Стивенса на Island; он вышел в апреле и 8 августа 1970 года поднялся до #8 в UK Singles Chart.

## История создания
После завершения работы над вторым альбомом Кэт Стивенс тяжело заболел: у него начался туберкулез, отказало легкое, и остаток 1967 года он вынужден был провести в больнице. В это время Стивенс написал около сорока новых песен, а затем сумел «по состоянию здоровья» освободиться от контракта с Deram, подписать новый с Island Records и при поддержке продюсера Пола Сэмвелла-Смита изменить направление в творчестве, приблизившись к фолк-року.
В дни, когда курс лечения уже заканчивался, Кэт Стивенс посетил вечеринку с участием многих известных в Лондоне музыкантов (в их числе были Джимми Пэйдж, Джинджер Бейкер, Эрик Клэптон, Стив Уинвуд). Среди приглашённых была юная американка, только начавшая карьеру модели, Патти Д’Арбанвиль

Между нею и Кэтом Стивенсом начался роман, продолжавшийся более года. Патти останавливалась у него каждый раз, когда прилетала в Лондон, но виделись они нечасто: она то и дело вылетала работать в Париж и Нью-Йорк. По прошествии года Стивенс, судя по всему, стал гораздо серьёзнее воспринимать эти отношения, чем Патти.
Песню «Lady D’Arbanville» сама её героиня впервые услышала по радио, по пути в Нью-Йорк. Она говорила, что была ошеломлена песней-посланием, в котором певец обращался к ней как к умершей. Патти утверждала позже, что формального разрыва между ними не было, и очередную разлуку она считала лишь временной. Патти Д’Арбанвиль в беседе с Бобом Колачелло (Interview Magazine) говорила:
Стивен написал эту песню... когда я отправилась в Нью-Йорк. Я уехала на месяц, это же не был конец света, правда? Но он написал — «Леди Д’Арбанвиль, отчего ты спишь так тихо». Эта песня — об умершей. То есть, пока я была в Нью-Йорке, для него я словно бы лежала в гробу. Он написал это потому что тосковал обо мне, ему было плохо… Это печальная песня. Оригинальный текст (англ.)Stephen wrote that song <Lady D’Arbanville by Cat Stevens> when I left for New York. I left for a month, it wasn’t the end of the world was it? But he wrote this whole song about 'Lady D’Arbanville, why do you sleep so still.' It’s about me dead. So while I was in New York, for him it was like I was lying in a coffin… he wrote that because he missed me, because he was down… It’s a sad song.
«Я заплакала, когда услышала её, потому что поняла: между нами навсегда все кончено», — позже говорила она.

## Участники
- Кэт Стивенс — гитара, клавишные, вокал
- Алан Дэвис (Alun Davies) — гитара, бэк-вокал
- Джон Райан (John Ryan) — бас-гитара
- Харви Бёрнс (Harvey Burns) — перкуссия

## Издания
- 1970 — Mona Bone Jakon 3:45 (A&M Records)
- 1974 — Saturnight (Live in Tokyo) (A&M Records)
- 2000 — Remember: The Ultimate Collection 3:42 (Island)
- 2000 — The Very Best of Cat Stevens (Polygram)
- 2000 — Ultimate Collection (Universal Distribution)
- 2000 — Very Best of Cat Stevens (Universal)
- 2000 — Very Best of Cat Stevens 3:44 (A&M Records)
- 2001 — Cat Stevens Box Set 3:44 (A&M Records)
- 2001 — On the Road to Find Out 3:44 (Island)
- 2001 — Singers and Songwriters: 1970—1972 (Time/Life Music)
- 2003 — The Acoustic Nights (Universal Distribution)
- 2004 — Majikat: Earth Tour 1976 [DVD] (Eagle Vision)
- 2004 — Majikat: Earth Tour 1976 [Special Edition DVD] (Eagle Vision)
- 2004 — Majikat: Earth Tour 1976 3:47 (Eagle Records)
- 2004 — Pure Acoustic 3:44 (Universal TV/Sony TV)
- 2005 — Chronicles 3:45 (A&M Records)
- 2005 — Gold 3:43 (A&M Records)
- 2006 — 40 Legendarische Hits Uit: 40 Jaar Top 40 [DVD] (Universal Distribution)
- 2007 — Collected 3:44 (Universal Distribution)
- 2007 — Drive: Music for the Road 3:43 (SPV)
- 2007 — Heartbeat Love Songs 3:45 (Virgin)[7]